# Nya Solevi

Nya Solevi, under projektering och uppförande benämnt Säve Solcellspark, är ett solcellskraftverk i Säve nordväst om Göteborg med en planerad årlig produktion på cirka 5,5 GWh. Bygget påbörjades 11 september 2018 och invigdes den 14 december samma år.

## Beskrivning och uppförande
Parken är belägen vid norrsidan av Kongahällsvägen på fastigheten Åseby 1:2 samt Åseby 1:5 norr om Säve flygplats. Hela anläggningen upptar ett markområde på 107 000 m2 (10,7 hektar eller knappt 16 fotbollsplaner).
Anläggningen består av 20 018 paneler av typen polykristallina kiselsolceller med en total yta på cirka 32 000 m2 och en beräknad livslängd på 30 år. Toppeffekt anges till 5,5 MW med en planerad årsproduktion på 5,5 GWh, vilket motsvarar en kapacitetsfaktor på drygt 11 procent, eller en medeleffekt på cirka 630 kW. Solpanelerna är levererade av Svea Solar, medan elkraftsanläggning med ställverk, distributionstransformatorer, reläskydd, kontrollutrustning och växelriktare levererats av ABB.
Investeringskostnaden har angetts till 45 miljoner kronor, vilket med produktion och livslängd enligt ovan blir en investeringskostnad på 0,27 kronor per kWh. Till detta kommer kostnader för drift, underhåll och ränta.

### Namnet "Nya Solevi"
Göteborg Energi utlyste en tävling för att namnge parken. Många förslag inkom. Juryn var överens om att Nya Solevi var det bästa förslaget. Namnet anknyter till diskussionerna om nya och gamla Ullevi och till solen.

### Produktion, jämförelser
Den angivna årsproduktionen 5,5 GWh (5 500 000 kWh) motsvarar förbrukningen i cirka 450 elvärmda villor (12 000 kWh/år) eller  cirka 1 400 lägenheter (4 000 kWh/år). Efter ett års drift, i december 2019, var första årets produktion 5,1 GWh eller 93 procent av budget.
Produktionen kan också jämföras med det relativt näraliggande fossilgaseldade Rya Kraftvärmeverk som har en årsproduktion på cirka 1,25 TWh eller 1 250 GWh, vilket motsvarar 230 anläggningar av Nya Solevis storlek.
Sveriges totala elanvändning är cirka 140 TWh/år, vilket motsvarar cirka 25 000 anläggningar av Nya Solevis storlek. Erforderligt markområde skulle bli 3 000 km2 eller 0,7 procent av Sveriges yta. Vid en så omfattande användning av solceller krävs betydande investeringar i infrastruktur för att kompensera för obalanser mellan produktion och efterfrågan speciellt mellan sommar och vinter.
I diagrammet nedan visas prognosticerad produktion under årets olika månader framtagen med ett enkelt prognosverktyg PVGIS utvecklat med EU-stöd. Med en toppeffekt på 5,5 MW och vissa andra antaganden fås en prognosticerad årsproduktion på 5,81 GWh.

### Klimatpåverkan
I dagsläget (2018) finns ingen svensk livscykelanalys för solceller enligt EPD-systemet, men en sammanställning av utsläpp av växthusgaser för hela livscykeln för ett mycket stort antal anläggningar runt om i världen med olika produktionsmetoder redovisades 2012 i IPCC Special Report on Renewable Energy Sources and Climate Change Mitigation (SRREN). I tabellen nedan återges 25- respektive 75-percentil samt medianvärden, medan diagrammet visar medianvärden. Ur tabellen kan vi se att solceller släpper ut 10–20 gånger mindre växthusgaser än fossil elproduktion, men har något högre utsläpp än vind- och kärnkraft. Solcellernas utsläpp kommer framförallt från olika moment i tillverkningen.
|                | 25-perc | median (50-perc) | 75-perc |
| -------------- | ------- | ---------------- | ------- |
| PV (solceller) | 29      | 46               | 80      |
| Vindkraft      | 8       | 12               | 20      |
| Kärnkraft      | 8       | 16               | 45      |
| Fossilgas      | 422     | 469              | 548     |
| Kol            | 877     | 1 001            | 1 130   |

## Markanvändning vid olika elproduktionssätt

### Solceller
Solpanelerna vid Nya Solevi har en yta på 32 000 m2 men tar i anspråk ett markområde på omkring det fyrdubbla. Detta beror bland annat på att de är vinklade mot solen och måste ha visst avstånd för att inte skugga varandra, men också praktiska överväganden med fram- och åtkomlighet. Området kommer förmodligen att vara inhägnat och inte vara tillgängligt för andra ändamål. Med en prognosticerad årsproduktion på 5,81 GWh fördelad på 110 000 m2 så blir elproduktionen per yta 52,8 kWh/m2,år, eller 52,8 GWh/km2,år. I områden med mer sol än i Sverige blir produktionen högre och därmed markanvändning per producerad enhet lägre. I diagrammet nedan anges "Sol-Säve", "Sol-Nice" samt "Sol-Fada" som visar möjlig produktion i Säve, Nice samt Fada i nord-östra Tchad som är en av Afrikas soligaste platser. Diagrammet visar att potentiell elproduktion med solceller per solpanel eller per markyta skiljer sig med mindre än en faktor 2 mellan Sverige och världens mest soliga platser.

### Vindkraft
Närområdet kring vindkraftverk kan användas för jordbruk, men är i övrigt inte tillgängligt för boende och inbjuder inte till användning som strövområde. Lillgrunds vindkraftpark är förlagd i havet, och har inte behövt ta andra hänsyn vid lokalisering än att kraftverken inte ska skugga varandra för mycket. Tillsammans med goda vindförhållanden blir denna anläggning ett exempel på jämförelsevis hög elproduktion från en given yta. Denna vindkraftpark täcker ett område på ungefär 10 km2 och har en årsproduktion på 330 GWh/år, vilket ger en elproduktion per yta på 33 kWh/m2,år, eller 33 GWh/km2,år. På land tillkommer många andra hänsyn och begränsningar, samt lägre vindhastighet, vilket kan ge lägre möjlig elproduktion per ytenhet, kanske 3 gånger mindre. Överslagsvis anges nedan "vind-låg" som en lägre exploatering och "vind-hög" som en högsta tänkbara.

### Biomassa
Skog i Sverige kan ha en medeltillväxt på mellan 5 och 10 ton torrsubstans per hektar och år. Till skillnad från sol- och vindkraft är skogen normalt tillgänglig för människor och djur även om den används som energiskog, men ett högintensivt skogsbruk kan ge konflikter med andra användningsområden. Med antagande om ett energiinnehåll på ca 5 MWh/ton och en verkningsgrad på 40 procent i ett värmekraftverk eldat med biomassa ger detta en möjlig energiproduktion på cirka 1 till 2 kWh/m2,år, eller 1 till 2 GWh/km2,år. I diagrammet nedan är "skog-låg" den lägre tillväxten, och "skog-hög" en högre tillväxt.

### Elproduktion per ytenhet (GWh/km2,år) vid olika elproduktionssätt
Diagrammet visar möjlig elproduktion per mark-ytenhet för, i tur och ordning, 1) Nya Solevi 2) Säveparken placerad i Nice, 3) Säveparken placerad i Fada, NÖ Tchad, 4) Vindkraft med måttlig exploatering, 5) Vindkraft med största tänkbara exploatering, 6) Skog med lägre tillväxt, samt 7) Skog med hög tillväxt.